# Hendrychové
Hendrychové (též Heinrichové) byli sochařská rodina působící v Litomyšli v průběhu 18. století až do roku 1921, kdy zemřel poslední z potomků  – Augustin Hendrych, syn pozlacovače Jana Hendrycha. Jejich tvorba je podle Oldřicha J. Blažíčka ovlivněna dílnou Jiřího Františka Pacáka, působícího v Litomyšli například v kostele Nalezení sv. Kříže.

## Václav Hendrych

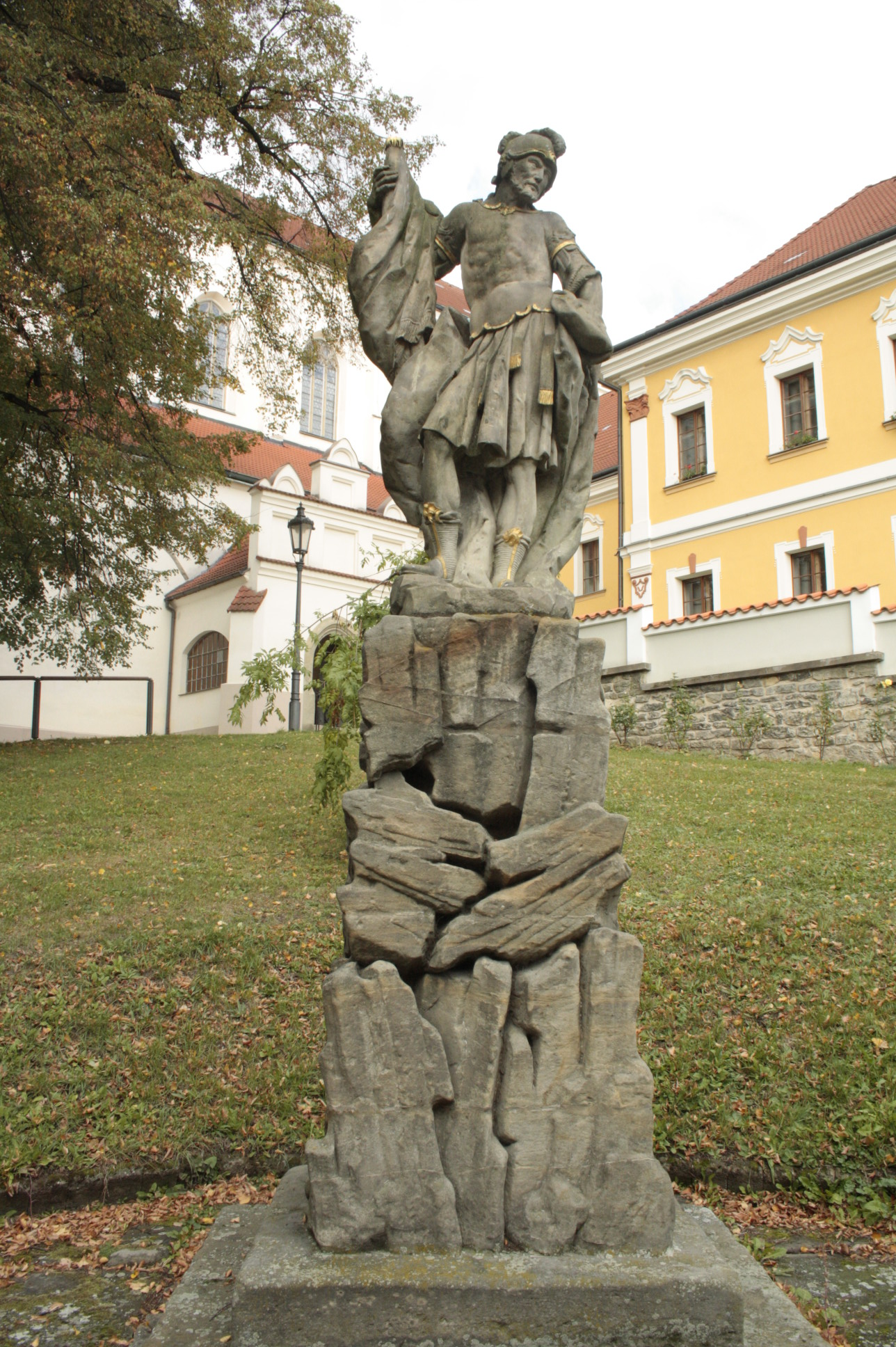
sv. Florián, Litomyšl (ul. Rektora Stříteského

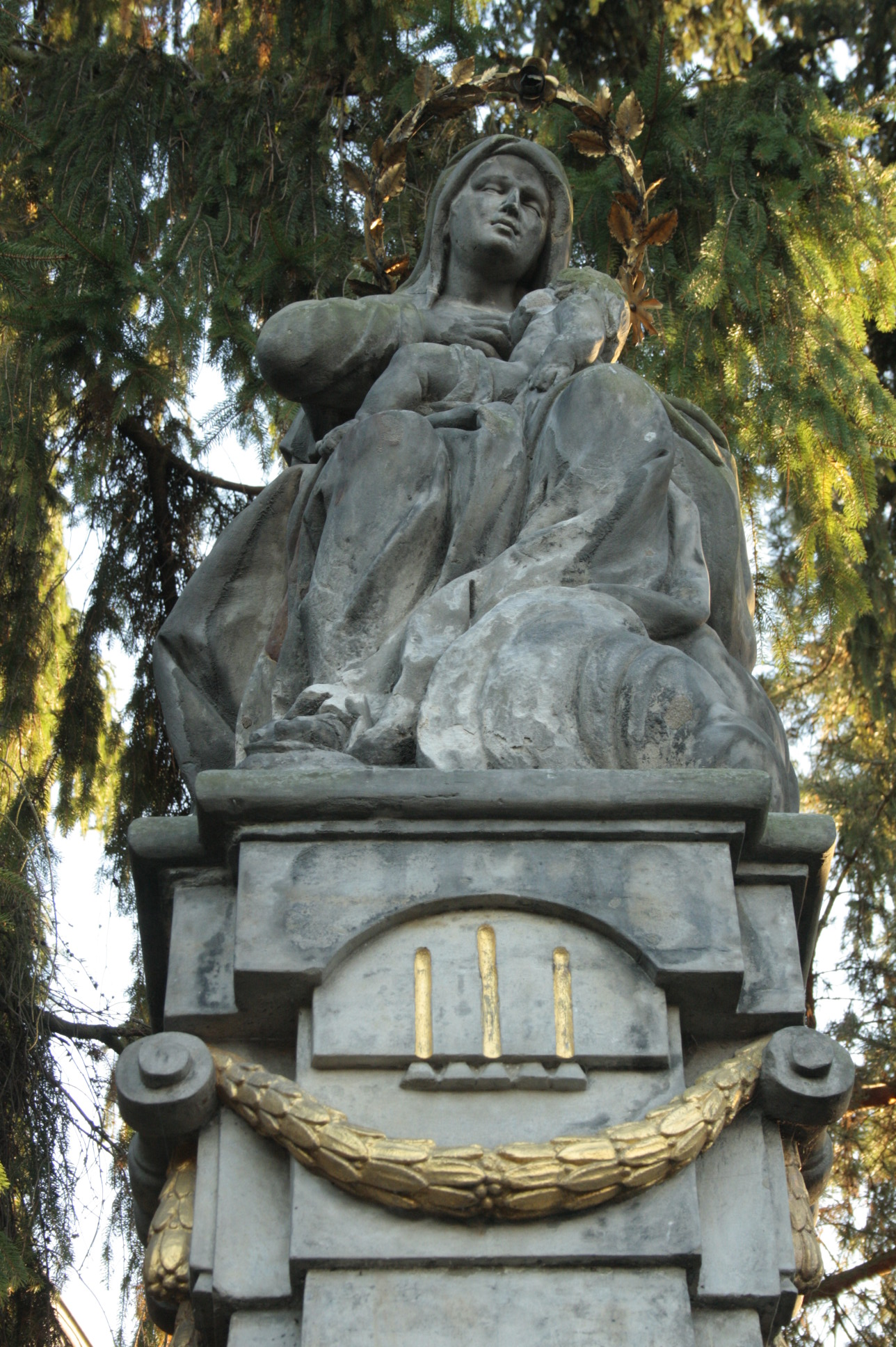
Panna Marie kojící Ježíška, Litomyšl (ul. Trstěnická)

Narodil se 28. září 1720 v Litomyšli a 15. října 1806 zemřel v domě na litomyšlském náměstí č.p. 76. Byl sochařem a řezbářem působícím v dílně Jiřího Františka Pacáka a stal se nejproduktivnějším umělcem z rodiny Hendrychů. Působil po většinu svého života v Litomyšli a jejím okolí.

### Dílo
- Křížová cesta v Nových Hradech u Vysokého Mýta vznikla pravděpodobně roku 1767 ve spolupráci Václava a Bartoloměje Hendrycha. Za jejím zbudováním stála majitelka novohradského panství Anna Barbora Harbuval-Chamaré s A. Slavíkovou. Cesta původně vedla od kostela sv. Jakuba až na vrchol kopce, kde stával hrad nazývaný Boží dům.
- Socha sv. Floriána stála ve středu kašny na litomyšlském Horním náměstí. Vznikla na náklady Jana Ripky roku 1767. Po zničení kašny byla socha roku 1894 přesunuta před děkanství do ulice Rektora Stříteského. Postava světce je vytvořena z pískovce a zdobí jí antická zbroj z dob císaře Diokleciána. Pevný postoj na uměle vytvořené skále, helmice s peřím a skládaná krátká suknice připomínají dojem antického hrdiny. Pacákovu školu potvrzuje typická draperie šatu i praporce, který drží v levé ruce. Socha má dnes pozlacené části.
- Rokokové schodiště v Neratově vytvořil spolu s Františkem Hornichem roku 1776. Sloužilo původně jako vstup do poutního chrámu Nanebevzetí Panny Marie v Neratově. Dnes stojí u zámku Skalka v obci Podbřezí od roku 1977.
- Reliéf Madony na fasádě domu čp. 76 směrem do dvora ze 2. poloviny 18. století.
- Hlavní oltář v kostele sv. Martina v Dolním Újezdě u Litomyšle je další Hendrychovo dílo, tentokrát řezbářské. Oltář vytvořil v roce 1785 namísto původního z roku 1673 s vyobrazením sv. Martina od Jiřího Papáčka. Vidět zde můžeme mešní stůl, nad kterým se zdvihá větší pozlacený tabernákl. Nad ním v záři paprsků leží Beránek na Knize zjevení.
- Minerva a Marta je dvojice z šesti soch antických božstev vytvořených v letech 1793 - 97 na jihovýchodní zdi zámeckých zahrad v Litomyšli. Dodnes zde stojí i řada váz. Zbývající božstva zpodobňující Apollona, Cereru, Plutona a Dianu vytvořil okruh J. F. Pacáka.
- Panna Marie kojící Ježíška je pravděpodobně posledním dílem z roku 1801 a nachází v Trstěnické ulici v Litomyšli. Čtyřboký sloup z jemnozrnného pískovce se k vrcholu zužuje. V dolní části hranolového podstavce je nápis: „HIC grate posVIt statVaM Vir Ripka Ioannes. O lesV genItrIX! LaVs tIbI sItqVe DeCor. 1801“ (Zdes v srdečnosti postawil statui Johannes Ripka. O! Rodičko Ježíše bud Tobě chwala a czest. Roku 1801). V zadní části podstavce je nápis: „Wencel Henrich fecit“. Socha vznikla na náklady Jana Ripky. Nad pilastrem je hlavice tvořená z festonu a volut. Na vrcholu je Panna Maria zobrazena jako mladá žena, přidržující pravou rukou prs u úst dítěte, které má na klíně. Draperie je plochá na rozdíl od jeho předchozích. Kolem hlavy má kovaný věnec pozlacených růží. Socha stávala na místě dnešní tělovýchovné jednoty Sokol, ale jelikož zde překážela stavbě, byla přemístěna na pozemek Antonína a Anny Blažkových z Litomyšle (č.p. 318) a následně i opravena.

## Jiří Hendrych
Sochař narozený v Mladějově.

### Dílo
- Sousoší Nejsvětější Trojice v Mladějově se bohužel nedochovalo. Nacházelo se u domu č.p. 65 z roku 1713. Na hranolovém podstavci byl nápis: „ANNO 1713 HAT DI ERSAME GEMEIN BLOSDORF DIESE KABEL GOT ZU EHREN LASEN AUFSETZEN“. Pískovcové sousoší se rozpadlo při pokusu o přemístění r. 1986 – 87 v rámci opravy hostince. Nikdo však neví, kam se jednotlivé kusy poděly.
- Kostel Nalezení sv. Kříže v prvních dvou desetiletích 18. století hostil sochaře Matyáše Bernarda Brauna i Jiřího Františka Pacáka, kteří se podíleli na jeho výzdobě při tvorbě evangelistů. Starší zdroje uvádějí Jiřího Heinricha jako autora soch Víry a Naděje kolem erbu Trautmannsdorfů na průčelí kostela. Pravděpodobněji se však podílel na drobnější výzdobě interiéru stejně jako Antonín Appeller, autor litomyšlského mariánského sloupu.

## Bartoloměj Hendrych

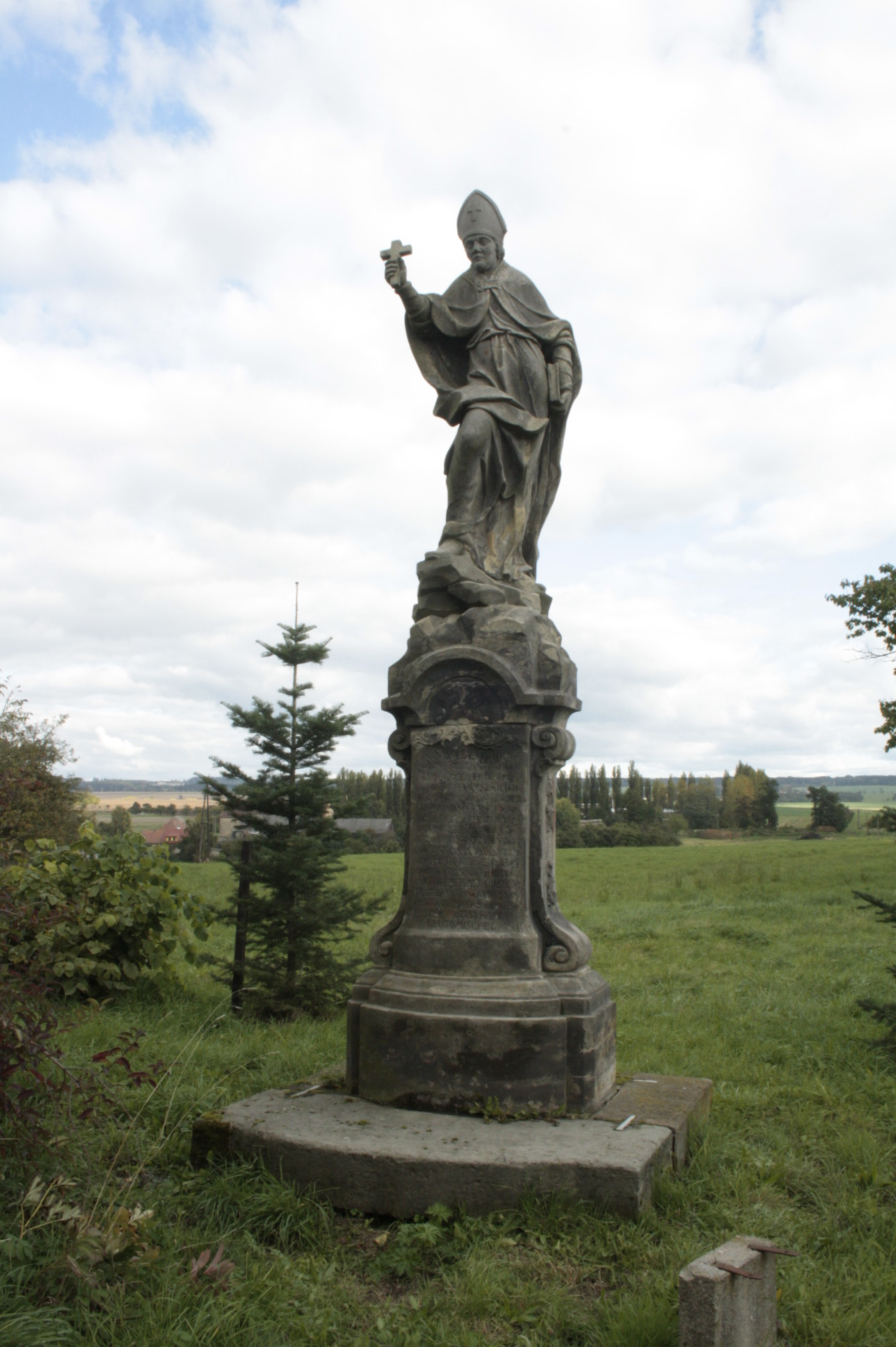
sv. Prokop, Litomyšl (ul. V. K. Jeřábka)

sv. Václav, Litomyšl (ul. Sokolovská)

Narodil se 1714 v Litomyšli a zemřel 1772 v domě na litomyšlském náměstí č.p. 70. S největší pravděpodobností byl bratr Václava Hendrycha, který mu byl svědkem na svatbě v Litomyšli roku 1759. Působil v náchodském regionu ve druhé polovině 50. let 18. století.

### Dílo
- Sv. Jan Nepomucký stojí s celou křížovou cestou o čtrnácti zastaveních v obci Stárkov před kostelem sv. Josefa od roku 1752. Zastavení vznikla na náklady radního Johannese Georg Schrolla, který ve 30. letech vykonal cestu do Jeruzaléma a roku 1755 začal pracovat na křížové cestě ve Stárkově se čtrnácti zastaveními. První zastavení na zadní straně skrývá signaturu a rok vzniku. Jednotlivá zastavení jsou vytvořena z jemnozrnného pískovce z lomů Libné na Broumovsku.
- Sv. Vít a sv. Zikmund z roku 1754 pro kostel sv. Václava v Žamberku
- Sloup Bolestné Panny Marie v Machově na náměstí z roku 1761, který je signovaný: ,,Bartlme Hemrichli fecit´´. Pilíř byl postaven za rychtáře Tobiáše Foglara. Tato kamenná socha v životní velikosti stojí na trojúhelné pyramidě s piccolominiovským znakem a znakem města Machova s letopočtem 1761.
- Sv. Prokop u silnice z Litomyšle na Českou Třebovou (ulice V. K. Jeřábka) je objednávka hraběte Emanuela Valdštejnského z roku 1764. Pískovcová socha zobrazuje světce v životní velikosti v mnišském oděvu s mitrou a křížem na hlavě. V pravé ruce drží kříž a v levé ruce svírá knihu, jež je stejně jako kříž jeho atributem. Vepředu na hranolovém, pískovcovém podstavci s postranními volutami je nápis: ,,ANNO 1764 DEN 18. IULII IST DIESE STATUA ZU EHREN DES HEILIGEN PROCOPII LANDESOATRONS ERRICH TET WORDEN UNTER DER VORMUNDSCHAFT IHRO EXCELLENZ DES HOCHGE BOHRNEN (HN) EMANUELIS PHILIBERTI GREFEN VON WALDSTEIN UND WARTEN BERG ALS LEIBLICHE HERRN BRUDERS DES AUCH HOCH UND WOHLGEBORNEN HH GEORG GRAFENS VON WALDSTEIN UND WARTENBERG ERBHER RNS DER HERRSCHAFT LEUTOMISCHEL.“ V zadní části podstavce je nápis: „IENSEIHS BEMELTEM TAG UND IAHR IST DIESE STATUA VON DEM DERMAHLIGE HOCHWÜRDIGEN HERN LEUTOMISCHLER DECHAND UND ZUGLEICH C… VICARIO FORANEO ADALBERTO TICHY ORDENTLICH EIGEWE HET WORDEN UND ZWAR UNTER DER WÜRTSCH AFTS AMBTE VERWAL TUNG DES AU. DER HERR SCHAFFT LEUTOMISCHL DER ZEIT ANGE TO TEN DIRECTORIS HERRN WENZELS IOSEPHI SWOBODA“. Na zadní části skály, na které opat stojí je nápis: „BARTHOLOMEUS HENRICH FECIT“.
- Sv. Václav stával v Litomyšli u bývalého dvora Pernštejnů dnes je zde ulice Sokolovská. Vytvořen byl roku 1765 a po bocích ho doplňovaly dvě další sochy pravděpodobně andělů, se kterými bývá vyobrazován. Dvojice pilastrů byla po restaurátorském zásahu roku 2004 znovu obnovena, ale sochy nikoliv. Patron českého státu se svatováclavskou korunou na hlavě drží v levé ruce kopí s praporcem a u pravé nohy má erb s orlicí. Pískovcová, téměř 4m vysoká socha stojí na vysokém hranolovém podstavci. Ten je zepředu popsán textem: ,,ANNO 1765 DEN 25:AUGUSTI IST DIESE STATUA ZU EHREN DES HEILIGEN WENCESLAI LANDES PATRONS ERICHTET WORDEN UNTER DER REGIRUNG DES HOCH UND WOHL GEBOHRNEN HERRN HERN GEORG CHRISTIAN GRAFEN WALDSTENU. WARTENNERG‘‘. Strany podstavce zdobí vegetativní dekor a voluty. Nápis v zadní části: ,,UNTER IENSEITHS BEMELTEN TAG UND IAHR IST DIESE STATUA VON DEM HOCHWÜRDIGEN HERRN ADALBERTO TICHY CANONICO OB DEM VISGRHRAD ZU PRAG AUS DER MAGLIGEN DECHAEND IN LEUTOMISCHL UND ZUGLEICH VICARIO FORAN RDENTLICH EINGEVEIHET ORDEN UND ZVAR L…T DER VÜRTSCHAFFTS AMVER WALTUNG DES AUF BEMELTER HERRSCHAFFT LEUTOMISCHL ANGESTELLTE DIRECTORIS HERRN VENCES IOSEPHI SWOBODA“.